# Françoise Nyssen
Françoise Nyssen (ur. 9 czerwca 1951 w Etterbeek) – francuska wydawczyni pochodzenia belgijskiego, dyrektor wydawnictwa Actes Sud, od 2017 do 2018 minister kultury.

## Życiorys
Urodziła się w Belgii, otrzymała później obywatelstwo francuskie. Ukończyła Université Libre de Bruxelles, a także belgijski instytut urbanistyki ISURU. W drugiej połowie lat 70. pracowała w wydziale architektury belgijskiego ministerstwa środowiska. Od 1980 związana z francuską branżą wydawniczą, została m.in. dyrektorem Actes Sud, wydawnictwa założonego przez jej ojca Huberta Nyssena.
W maju 2017 w nowo powołanym gabinecie Édouarda Philippe’a objęła stanowisko ministra kultury. Pozostała na tej funkcji również w utworzonym w czerwcu 2017 drugim rządzie tegoż premiera, kończąc jednak urzędowanie w październiku 2018.
Odznaczona Legią Honorową klasy V (2003) i IV (2012), Order Narodowy Zasługi klasy III (2017), Orderem Sztuki i Literatury klasy III (2008).